# Polyalert

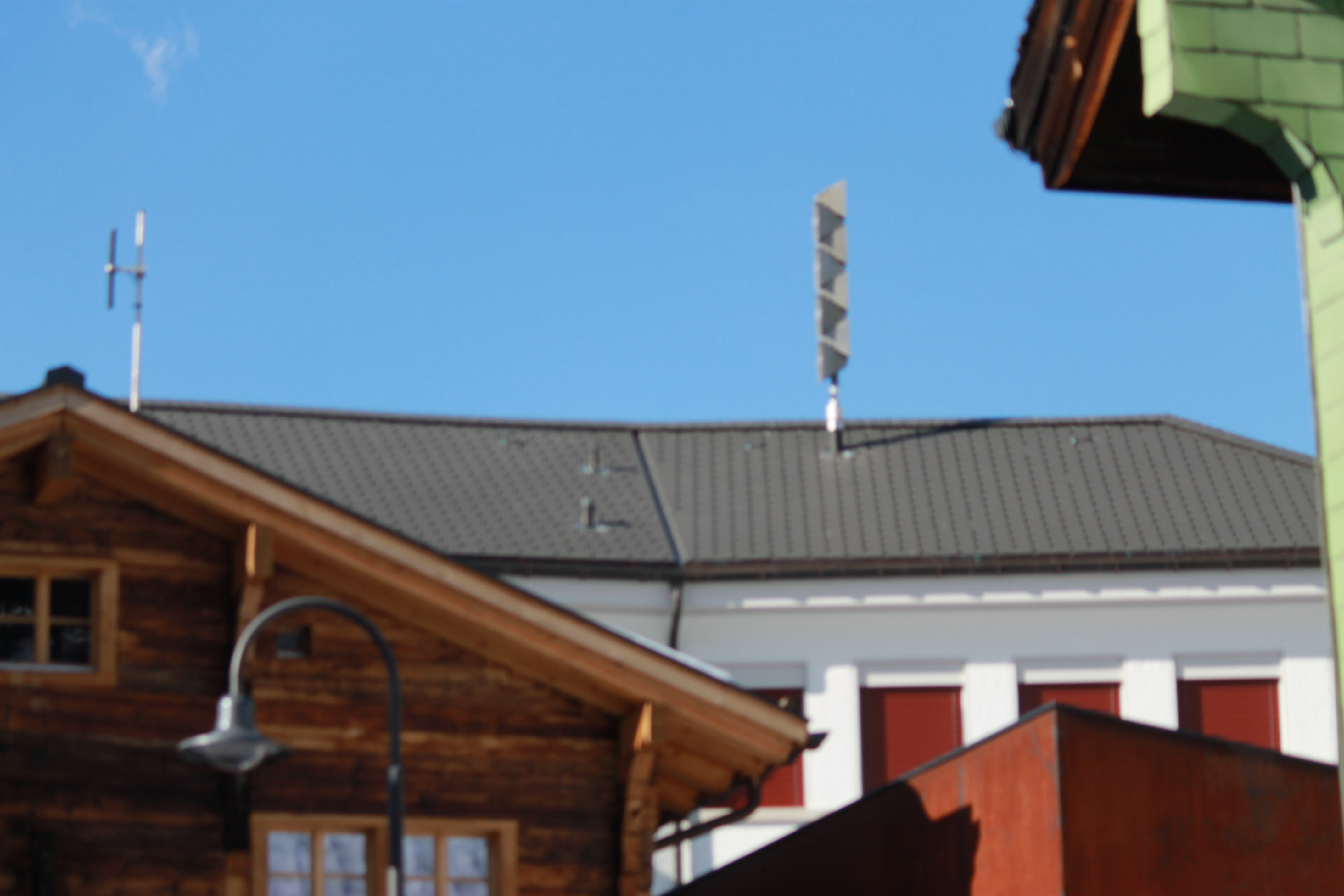
Sirene KS Delta 8 in Andermatt, Kanton Uri mit Funkantenne. Seit 2015 werden alle Sirenen der Schweiz über Polyalert angesteuert

Polyalert ist ein System zur Alarmierung der Bevölkerung in Liechtenstein und der Schweiz. Es wird vom Schweizer Bundesamt für Bevölkerungsschutz (BABS) federführend geleitet. Polyalert ist eine Sirenenfernsteuerung für die zirka 5000 Sirenen in Liechtenstein und der Schweiz.

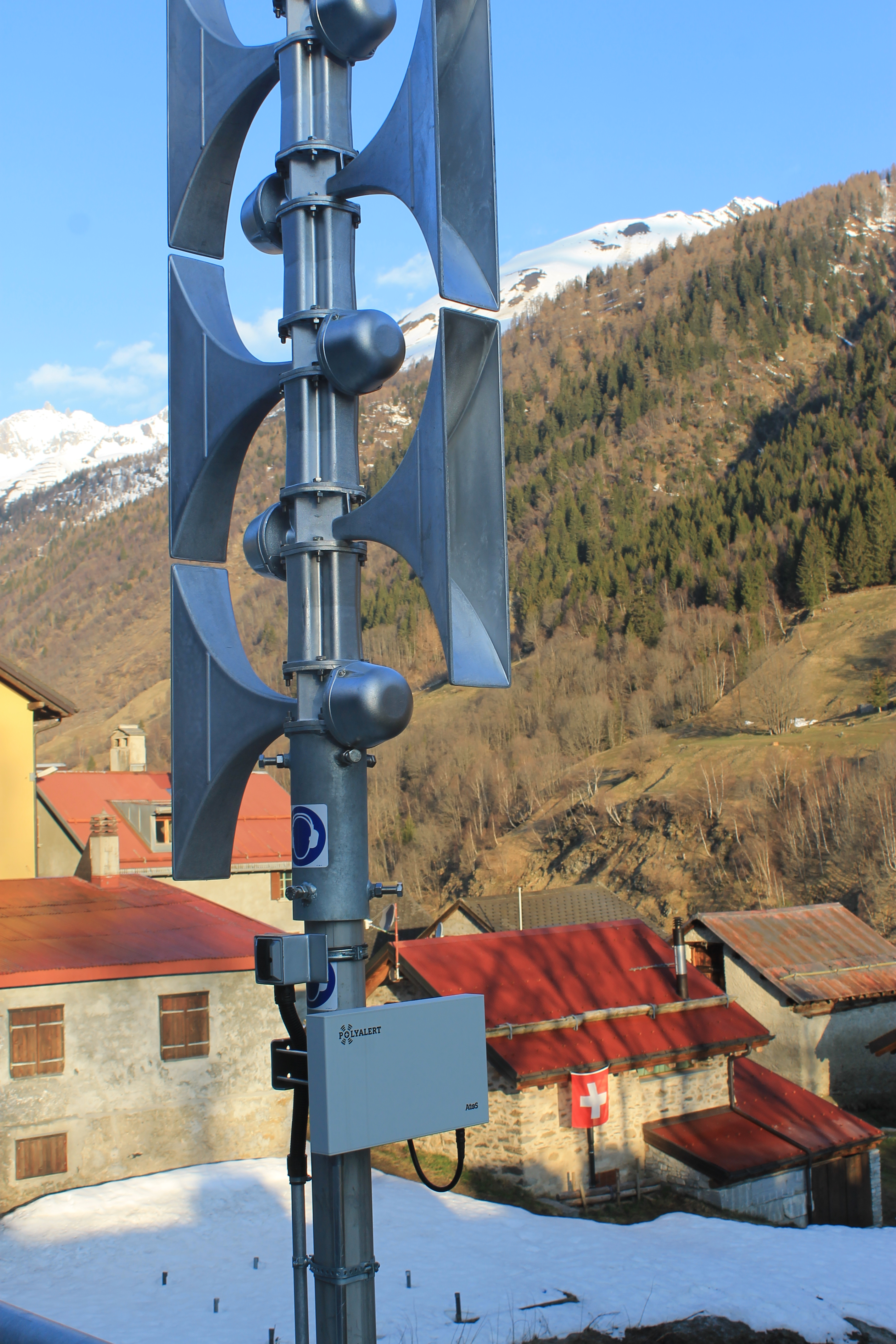
Sirene Ergatec APEX mit Polyalert Steuereinheit, Gesehen in Bedretto Kanton Tessin

Hersteller der Komponenten ist das deutsche Unternehmen Siemens. Das Projekt Polyalert wurde 2009 vom BABS aufgrund eines Beschlusses des Schweizer Bundesrats gestartet. Im Herbst 2015 konnte die letzte Sirene auf das neue Steuerungssystem umgestellt werden. Als Netzwerkinfrastruktur dient primär das Bündelfunksystem Polycom. Um eine Ausfallsicherheit zu erreichen, können die Sirenen auch über das  RDS-System angesteuert werden. Vor der Einführung von Polyalert wurden die Sirenen durch das kabelgebundene System Infranet (SFI-457) der Swisscom angesteuert. Eine der Gründe, Polyalert zu starten, war die Überlegung, die Sirenensteuerung unabhängig von den Dienstleistungen privater Anbieter zu ermöglichen.
Beim gesamtschweizerischen Sirenentest vom 7. Februar 2018 ist beim zentralen System zur Fernsteuerung der Sirenen eine technische Störung aufgetreten. Die Analyse hat gezeigt, dass es sich um einen Softwarefehler handelte, der zu einer Störung des Datenaustauschs zwischen der zentralen Polyalert-Datenbank und den entsprechenden Applikationsservern geführt hat. Inzwischen sind die erforderlichen Massnahmen zur Fehlerbehebung umgesetzt worden. Besonders der Wasseralarm war von diesen Problemen betroffen. Der ausserordentliche Sirenentest fand in der ganzen Schweiz am Mittwoch, 23. Mai 2018 statt.